# میتیا گاسپارینی
میتیا گاسپارینی (انگلیسی: Mitja Gasparini؛ زادهٔ ۲۶ ژوئن ۱۹۸۴) بازیکن والیبال اهل اسلوونی است. وی در حال حاضر در تیم ملی والیبال اسلوونی و باشگاه اسکرا حضور دارد.